# Vittoria d'Assia-Rotenburg
Vittoria Vittoria Maria Cristina d'Assia-Rotenburg (Rotenburg an der Fulda, 25 febbraio 1728 – Parigi, 1º luglio 1792) fu principessa d'Assia per nascita, e principessa di Soubise per matrimonio. Suo marito Charles era un comandante francese di fama, noto come Maréchal de Soubise. Morì senza discendenti.

## Biografia
Nata a Rotenburg an der Fulda da Giuseppe, principe ereditario d'Assia-Rotenburg e da sua moglie, era la maggiore di quattro figli.
Il 23 dicembre 1745 al castello di Rohan a Saverne, sposò Carlo di Rohan-Soubise, principe di Soubise. Egli era il capo del ramo cadetto del ricco e potente casato di Rohan, che godeva del rango di princes étrangers alla corte di Versailles. 
Suo marito era due volte vedovo, essendo stato sposato con Anne Marie Louise de La Tour d'Auvergne e in seguito con Anna Teresa di Savoia-Carignano (1717–1745), ed aveva avuto due figlie da questi matrimoni: Carlotta, futura principessa di Condé e madame de Guéméné, che diventò la governante dei figli del re Luigi XVI. 
Tra i suoi cugini di primo grado vi furono Vittorio Amedeo III di Savoia e la princesse de Lamballe.
Come suo marito, ebbe amanti fuori del suo matrimonio. Nel 1757, per ordine di Luigi XV, fu arrestata a Tournai, presumibilmente per aver rubato dei gioielli del valore di 900,000 livres al marito per fuggire con il suo presunto amante, monsieur de Montmorency-Laval. 
La coppia si separò ed i suoi genitori le concessero una pensione du 24,000 livres per portare Vittoria, lontano dalla corte, per dimorare con loro a Echternach. La coppia non ebbe figli e Vittoria morì a Parigi, essendo sopravvissuta al marito di cinque anni.

## Ascendenza
|                                                          |                              |                                                                       | Genitori                                                 |  |  | Nonni |  |  | Bisnonni                               |  |  | Trisnonni                            |  |
|                                                          |                              |                                                                       |                                                          |  |  |       |  |  | Guglielmo, langravio d'Assia-Rotenburg |  |  | Ernesto, langravio d'Assia-Rheinfels |  |
|                                                          |                              |                                                                       |                                                          |  |  |       |  |  | Guglielmo, langravio d'Assia-Rotenburg |  |  | Ernesto, langravio d'Assia-Rheinfels |  |
|                                                          |                              | contessa Maria Eleonora di Solms-Hohensolms                           |                                                          |  |  |       |  |  | Guglielmo, langravio d'Assia-Rotenburg |  |  |                                      |  |
| Ernesto Leopoldo, langravio d'Assia-Rotenburg            |                              |                                                                       |                                                          |  |  |       |  |  | Guglielmo, langravio d'Assia-Rotenburg |  |  |                                      |  |
|                                                          |                              | contessa Maria Anna di Lowenstein-Wertheim-Rochefort                  | Ferdinando Carlo, conte di Löwenstein-Wertheim-Rochefort |  |  |       |  |  |                                        |  |  |                                      |  |
|                                                          |                              | contessa Maria Anna di Lowenstein-Wertheim-Rochefort                  | Ferdinando Carlo, conte di Löwenstein-Wertheim-Rochefort |  |  |       |  |  |                                        |  |  |                                      |  |
|                                                          |                              | contessa Maria Anna di Lowenstein-Wertheim-Rochefort                  | contessa e langravia Anna Maria Fürstenberg-Heiligenberg |  |  |       |  |  |                                        |  |  |                                      |  |
| Giuseppe, Principe Ereditario d'Assia-Rotenburg          |                              | contessa Maria Anna di Lowenstein-Wertheim-Rochefort                  |                                                          |  |  |       |  |  |                                        |  |  |                                      |  |
|                                                          |                              | Massimiliano Carlo, principe di Löwenstein-Wertheim-Rochefort         | Ferdinando Carlo, conte di Löwenstein-Wertheim-Rochefort |  |  |       |  |  |                                        |  |  |                                      |  |
|                                                          |                              | Massimiliano Carlo, principe di Löwenstein-Wertheim-Rochefort         | Ferdinando Carlo, conte di Löwenstein-Wertheim-Rochefort |  |  |       |  |  |                                        |  |  |                                      |  |
|                                                          |                              | Massimiliano Carlo, principe di Löwenstein-Wertheim-Rochefort         | contessa e langravia Anna Maria Fürstenberg-Heiligenberg |  |  |       |  |  |                                        |  |  |                                      |  |
| contessa Eleonora Maria di Löwenstein-Wertheim-Rochefort |                              | Massimiliano Carlo, principe di Löwenstein-Wertheim-Rochefort         |                                                          |  |  |       |  |  |                                        |  |  |                                      |  |
|                                                          |                              | contessa Maria Polissena Khuen von Belasi von Lichtenberg und Gandegg | Mathias Khuen von Belasi, conte di Lichtenberg e Gandegg |  |  |       |  |  |                                        |  |  |                                      |  |
|                                                          |                              | contessa Maria Polissena Khuen von Belasi von Lichtenberg und Gandegg | Mathias Khuen von Belasi, conte di Lichtenberg e Gandegg |  |  |       |  |  |                                        |  |  |                                      |  |
|                                                          |                              | contessa Maria Polissena Khuen von Belasi von Lichtenberg und Gandegg | contessa Anna Susanna von Meggau                         |  |  |       |  |  |                                        |  |  |                                      |  |
| Langravia Vittoria d'Assia-Rotenburg                     |                              | contessa Maria Polissena Khuen von Belasi von Lichtenberg und Gandegg |                                                          |  |  |       |  |  |                                        |  |  |                                      |  |
|                                                          | Carlo Teodoro, conte di Salm | Leopoldo Filippo Carlo, conte di Salm                                 |                                                          |  |  |       |  |  |                                        |  |  |                                      |  |
|                                                          | Carlo Teodoro, conte di Salm | Leopoldo Filippo Carlo, conte di Salm                                 |                                                          |  |  |       |  |  |                                        |  |  |                                      |  |
|                                                          | Carlo Teodoro, conte di Salm | contessa Maria Anna di Bronckhorst-Batenburg                          |                                                          |  |  |       |  |  |                                        |  |  |                                      |  |
| Luigi Ottone, conte di Salm                              | Carlo Teodoro, conte di Salm |                                                                       |                                                          |  |  |       |  |  |                                        |  |  |                                      |  |
|                                                          |                              | principessa palatina Luisa Maria di Simmern                           | Edoardo, conte palatino di Simmern                       |  |  |       |  |  |                                        |  |  |                                      |  |
|                                                          |                              | principessa palatina Luisa Maria di Simmern                           | Edoardo, conte palatino di Simmern                       |  |  |       |  |  |                                        |  |  |                                      |  |
|                                                          |                              | principessa palatina Luisa Maria di Simmern                           | Anna Maria di Gonzaga-Nevers                             |  |  |       |  |  |                                        |  |  |                                      |  |
| contessa Cristina di Salm                                |                              | principessa palatina Luisa Maria di Simmern                           |                                                          |  |  |       |  |  |                                        |  |  |                                      |  |
|                                                          |                              | Maurizio Enrico, principe di Nassau-Hadamar                           | Giovanni Ludovico, principe di Nassau-Hadamar            |  |  |       |  |  |                                        |  |  |                                      |  |
|                                                          |                              | Maurizio Enrico, principe di Nassau-Hadamar                           | Giovanni Ludovico, principe di Nassau-Hadamar            |  |  |       |  |  |                                        |  |  |                                      |  |
|                                                          |                              | Maurizio Enrico, principe di Nassau-Hadamar                           | contessa Ursula di Lippe                                 |  |  |       |  |  |                                        |  |  |                                      |  |
| principessa Albertina Giovannetta di Nassau-Hadamar      |                              | Maurizio Enrico, principe di Nassau-Hadamar                           |                                                          |  |  |       |  |  |                                        |  |  |                                      |  |
|                                                          |                              | contessa Anna Luisa di Manderscheid-Blankenheim                       | Salentino Ernesto, conte di Manderscheid-Blankenheim     |  |  |       |  |  |                                        |  |  |                                      |  |
|                                                          |                              | contessa Anna Luisa di Manderscheid-Blankenheim                       | Salentino Ernesto, conte di Manderscheid-Blankenheim     |  |  |       |  |  |                                        |  |  |                                      |  |
|                                                          |                              | contessa Anna Luisa di Manderscheid-Blankenheim                       | contessa Ernestina Salentina di Sayn-Wittgenstein-Sayn   |  |  |       |  |  |                                        |  |  |                                      |  |
|                                                          |                              | contessa Anna Luisa di Manderscheid-Blankenheim                       |                                                          |  |  |       |  |  |                                        |  |  |                                      |  |

## Titoli e trattamento
- 25 febbraio 1728 - 23 dicembre 1745: principessa Vittoria d'Assia-Rheinfels-Rotenburg
- 23 dicembre 1745 - 1º luglio 1787: la principessa di Soubise
- 1º luglio 1787 – 1º luglio 1792: la principessa vedova di Soubise